# 수비드

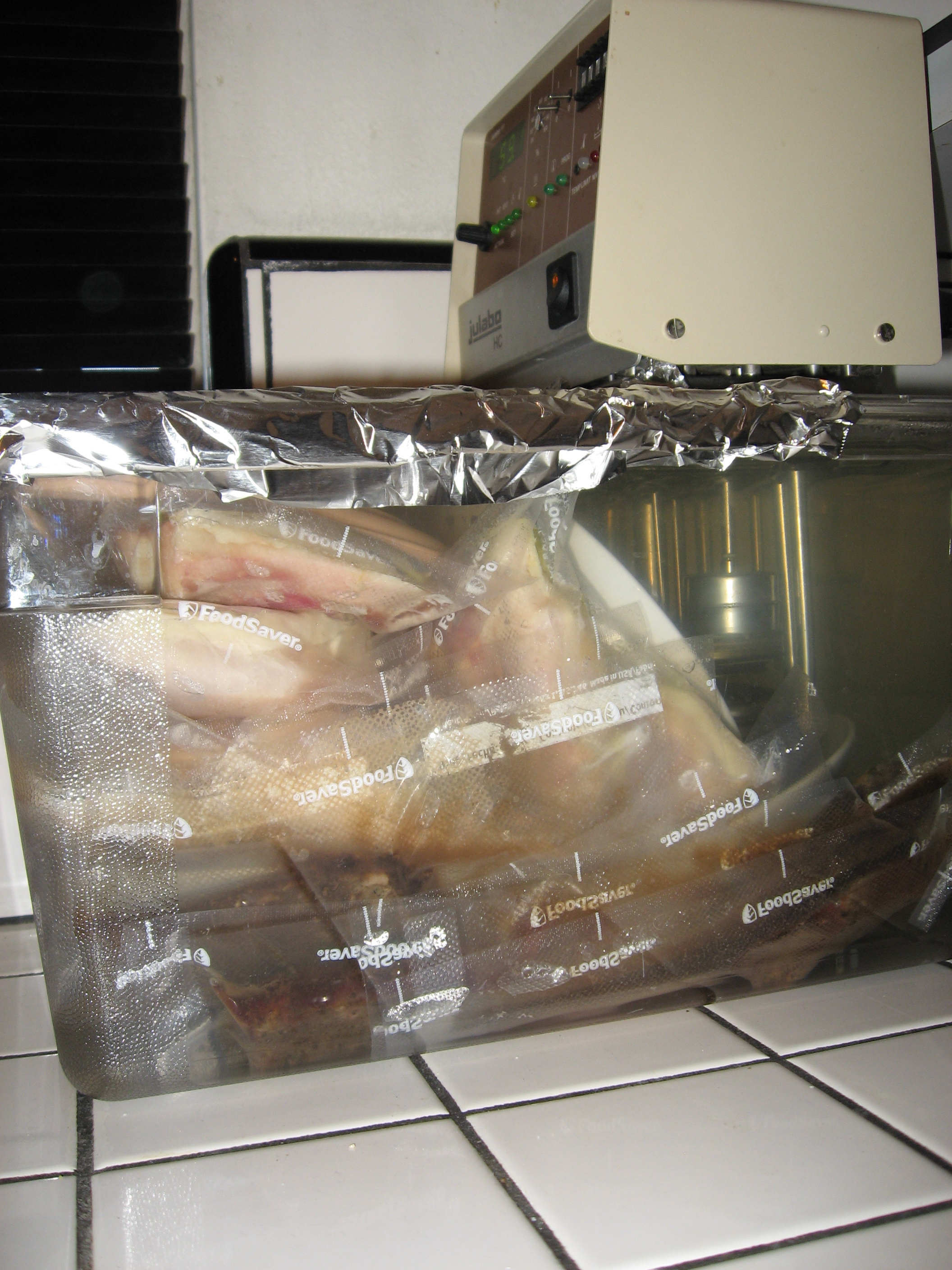
수비드 방식으로 요리하기

수 비드(프랑스어: sous vide, 영어: under vacuum) 또는 LTLT(영어: low-temperature, long-time)는 밀폐된 비닐 봉지에 담긴 음식물을 미지근한 물 속에 오랫동안 데우는 조리법이다. 참고로, 프랑스어 '수 비드'(sous vide)는 '진공 상태'(under vacuum)라는 뜻이다. 정확한 물의 온도를 유지한 채 많게는 72시간 동안 음식물을 데운다. 물의 온도는 재료에 따라 다르다. 고기류에 쓰이는 물은 55°C에서 60°C까지 데우며 채소는 그보다 더 높은 온도로 데운다. 수비드는 음식물의 겉과 속을 골고루 가열하는 목적과 음식물의 수분을 유지하는 목적이 있다.

## 역사
수비드 조리는 저온 조리, 기존 조리보다 조리 시간이 길고, 가열 환경에서 음식을 분리하는 용기(비닐봉지 등), 완전 또는 부분 진공을 사용하는 가압 밀폐 등이 특징이다.
저온 요리는 1799년 럼퍼드 백작 벤저민 톰프슨(Benjamin Thompson)에 의해 처음으로 기술되었다. 그는 감자를 건조시키기 위해 만든 기계에서 고기를 구울 수 있는지 알아보기 위해 실험에서 공기를 열 전달 매체로 사용했다. 톰슨 자신의 말에 따르면 고기는 단순히 먹을 수 있을 뿐만 아니라 완벽하게 익었고 가장 맛이 좋았다.
열을 사용하거나 사용하지 않고 압력을 가하여 식품을 준비하는 것은 1960년대 중반 미국과 프랑스 엔지니어에 의해 산업적 식품 보존 방법으로 개발되었다. 럼퍼드의 경우와 마찬가지로 연구원들은 음식이 풍미와 질감에서 뚜렷한 개선을 보였다는 것을 알게 되었다. 이 방법이 개척되면서 진공 밀봉을 통해 식품에 압력을 가하는 것을 때때로 "냉동백킹(cryovacking)"이라고 불렀다. 요리하지 않고도 압력을 가하면 과일의 맛이 눈에 띄게 농축된다.
이 방법은 1974년 프랑스 로안의 트로이그로스 식당(Restaurant Troisgros, Pierre and Michel Troisgros 소속)의 프랑스 셰프인 조지 프랄루스(Georges Pralus)에 의해 채택되었다. 그는 푸아그라를 이런 방식으로 조리하면 원래의 모습을 유지하고 지방이 과도하게 손실되지 않으며 질감이 더 좋아진다는 사실을 발견했다.

## 같이 보기
- 전기찜솥